# Hofhurst
Hofhurst ist eine Wüstung in der Gemarkung von Willstätt, einer Gemeinde im Ortenaukreis in Baden-Württemberg.
Das Dorf Hofhurst gehörte zur Herrschaft Lichtenberg und dort zum Amt Willstätt. Um 1330 kam es zu einer ersten Landesteilung zwischen Johann II. von Lichtenberg, aus der älteren Linie des Hauses, und Ludwig III. von Lichtenberg. Dabei fiel Hofhurst in den Teil des Besitzes, der künftig von der älteren Linie verwaltet wurde.
Zu einem unbekannten Zeitpunkt fiel die Ortschaft wüst.